# Grevillea wickhamii
Grevillea wickhamii är en tvåhjärtbladig växtart. Grevillea wickhamii ingår i släktet Grevillea och familjen Proteaceae.

## Underarter
Arten delas in i följande underarter:
- G. w. aprica
- G. w. cratista
- G. w. hispidula
- G. w. macrodonta
- G. w. pallida
- G. w. wickhamii